# Skinnersdal
Skinnersdal är en småort i Barnarps socken i Jönköpings kommun, sydost om tätorten Jönköping. 
Bebyggelsen består till stor del av villor, och nybyggnation har skett under 2000-talet.
Södra Vätterleden går genom Skinnersdal.